# John Milton Mackie
Pour les articles homonymes, voir John Mackie et Mackie (homonymie).
John Milton Mackie est un écrivain américain né le 19 décembre 1813 à Wareham (Massachusetts) et mort le 27 juillet 1894 à Great Barrington (Massachusetts).

## Biographie
Il acquiert ses titres universitaires en 1832 à l'université Brown de Rhode Island où il est répétiteur de 1834 à 1838, et étudie à l'Université Friedrich Wilhelm de 1833 à 1834. Il est notamment l'auteur d'une Vie de Leibnitz (1845), d'un volume qui fait partie de la Biographie américaine de Jared Sparks : Vie de Samuel Gorton (en) (Life of Samuel Gorton, 1848), d'une relation originale d'un voyage dans le sud de l'Europe sous le titre Cosas de Espana, ou Un Voyage à Madrid par Barcelone (Cosas de Espana or going to Madrid etc., 1855), etc. Il fournit de nombreux articles à différentes revues, particulièrement sur la littérature et l'histoire de l'Allemagne, entre autres au North American Review.

## Travaux
- Life of Godfrey William von Leibnitz, avec Gottschalk Eduard Guhrauer (en) (Boston, 1845) sur archive.org
- Life of Samuel Gorton dans : "American Biography" de Jared Sparks (1848)
- Cosas de España, or Going to Madrid via Barcelona (New York, 1848)
- Life of Schamyl, the Circassian Chief (1856)
- Life of Tai-Ping-Wang, Chief of the Chinese Insurrection (1857)
- From Cape Cod to Dixie and the Tropics (1864)